# Otto Schmidt
Pour les articles homonymes, voir Otto Schmidt (homonymie) et Schmidt.
Otto Ioulievitch Schmidt (en russe : Отто Юльевич Шмидт), né le 18 septembre 1891 (30 septembre dans le calendrier grégorien) et décédé le 7 septembre 1956 à Moscou, est un scientifique soviétique, mathématicien, astronome, géophysicien et homme d'État. Il fut académicien, Héros de l'Union soviétique (1937), et membre du Parti communiste.

## Responsabilités scientifiques
Otto Schmidt naît à Moguilev, dans l'empire russe (aujourd'hui en Biélorussie). Son père était un descendant de colons allemands de Courlande, sa mère était d'origine lettone.
En 1913, Schmidt épouse Vera Ianitskaïa-Schmidt, pédagogue et psychanalyste, et obtient son diplôme de l'université de Kiev, où il travaille comme privatdozent à partir de 1916. Après la Révolution d'Octobre 1917, il occupe de hauts postes au sein de plusieurs commissariats du peuple (narkomats), comme le Narkomprod de 1918 à 1920 (Narodni Komissariat Prodovolstviia, ou Commissariat du peuple aux Approvisionnements), le Narkomfin en 1921-1922 (Narodni Komissariat Finansov, ou Commissariat du peuple aux Finances). Schmidt fut l'un des principaux promoteurs du développement du système d'enseignement supérieur, de l'édition et de la science en Union soviétique.
Il travailla au Narkompros (Commissariat du peuple pour l'Éducation), au Conseil scientifique d'État auprès du Conseil des commissaires du peuple de l'URSS, et à l'Académie communiste. Schmidt fut également directeur de la Maison d'édition d'État (Gosizdat) de 1921 à 1924, et rédacteur en chef de la Grande Encyclopédie soviétique de 1924 à 1941. De 1923 à 1956, il fut professeur à l'université d'État de Moscou, et à partir de 1930-1932, Schmidt dirigea l'Institut de l'Arctique.
Il fait partie, avec son épouse Vera Schmidt, des tout-premiers membres de l'Association psychanalytique russe, créée en 1922.
De 1932 à 1939, il fut à la tête du Glavsevmorpout, la Direction générale de la route maritime du Nord, mais échappa aux purges qui frappèrent cet organisme après les désastres de la saison 1937. De 1939 à 1942, Schmidt fut un vice-président de l'Académie des sciences d'URSS, où il organise l'Institut de géophysique théorique (il en est le directeur jusqu'en 1949). Otto Schmidt est l'un des fondateurs de l'école Algebra de Moscou, qu'il dirigea pendant de nombreuses années. Il a étudié la théorie des groupes. Le théorème de Schmidt et celui de Krull-Schmidt sont nommés d'après lui.
Au milieu des années 1940, Schmidt proposa une nouvelle hypothèse cosmogonique sur la formation de la Terre et d'autres planètes du système solaire, qu'il continua à développer de concert avec un groupe de scientifiques soviétiques jusqu'à sa mort.

## L'explorateur de l'Arctique

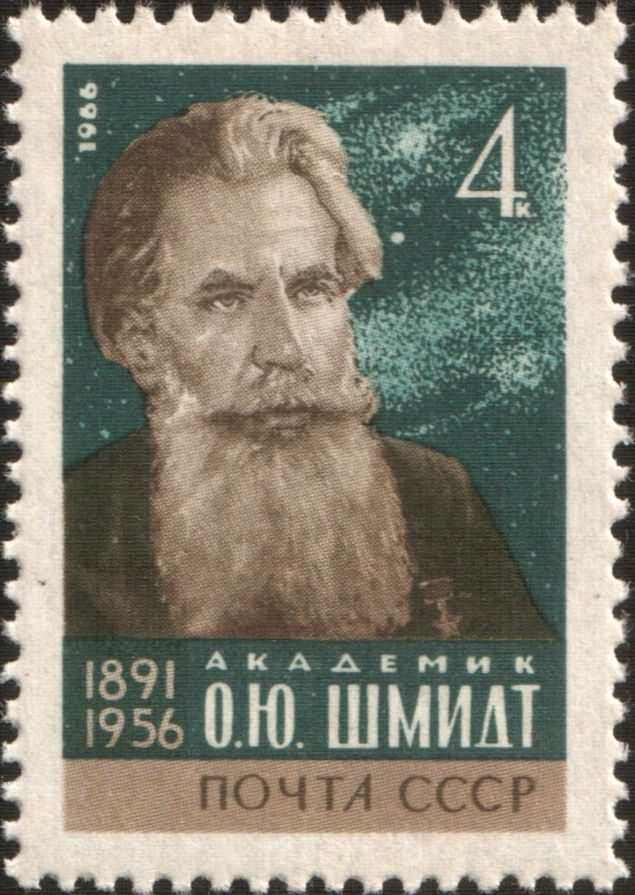
Un timbre soviétique dédié à Otto Schmidt.

Schmidt fut un célèbre explorateur de l'Arctique. En 1929 et 1930, il dirigea des expéditions sur le brise-glace à vapeur Gueorgui Sedov, la mise en place la première station de recherche scientifique sur la terre François-Joseph, il explora les secteurs nord-ouest de la mer de Kara et de l'ouest des côtes de la terre du Nord, et découvrit plusieurs îles. Il dirige une équipe de onze scientifiques, dont une femme, la biologiste Nina Demme. 
En 1932, l'expédition de Schmidt sur le brise glace Sibiriakov commandé par le capitaine Vladimir Voronine effectua le premier voyage sans escale d'Arkhangelsk à l'océan Pacifique, sans hivernage.
En 1933-1934, Schmidt dirigea le voyage du vapeur Tcheliouskine, également avec le capitaine Voronine, le long de la route maritime du Nord. En 1937, il supervisa une expédition aéroportée qui mit en place la station Severny Polious-1 sur les glaces dérivantes près du Pôle Nord et l'année suivante il dirigea l'évacuation des chercheurs de la station.

## Honneurs

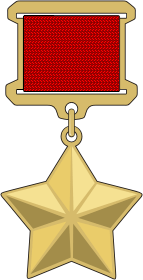
médaille des Héros de l'Union soviétique

Il reçut le titre de Héros de l'Union soviétique le 27 juin 1937 (médaille no 35) et trois fois l'ordre de Lénine ainsi que d'autres distinctions et médailles. 
Otto Schmidt est député au Soviet suprême de l'Union soviétique de 1937 à 1946. 
Une île dans la mer de Kara, un cap sur le littoral de la mer des Tchouktches, dans le district autonome de Tchoukotka, l'Institut de physique du globe à l'Académie soviétique des sciences, etc., portent le nom de Schmidt.

## Hommage
L'astronome Pelagueïa Chaïne a donné le nom de Otto Schmidt à l'astéroïde découvert le 4 octobre 1948 à l'observatoire de Simeïz.